# トクソドン亜目
トクソドン亜目（トクソドンあもく、学名：Toxodontia）とは、漸新世から鮮新世にかけて南アメリカのみに生息していた蹄を持った絶滅した分類群と一つ。別名トキソドン亜目。

## 進化史
トクソドン亜目は一部の系統を除いて南アメリカのみに生息しており、暁新世以降長らく他の大陸の有蹄類と競合したことがなかった。これによって、トクソドン亜目は多様化し、繁栄することができた。初期のものは小柄で、一生に歯は二回ほどしか生え変わらず歯冠は低かった。しかし、更新世になると歯根はなくなり、一生歯が伸び続け歯冠が高くなったほか、大きくサイに似たような四肢が短くなっていた。これによって、他の肉食獣を蹴散らすことができたが、鮮新世の南北アメリカをつなぐパナマ陸橋が誕生し、他の大陸の有蹄類と競合し絶滅してしまった。また、他疾走に適したものもいた。

## 形態

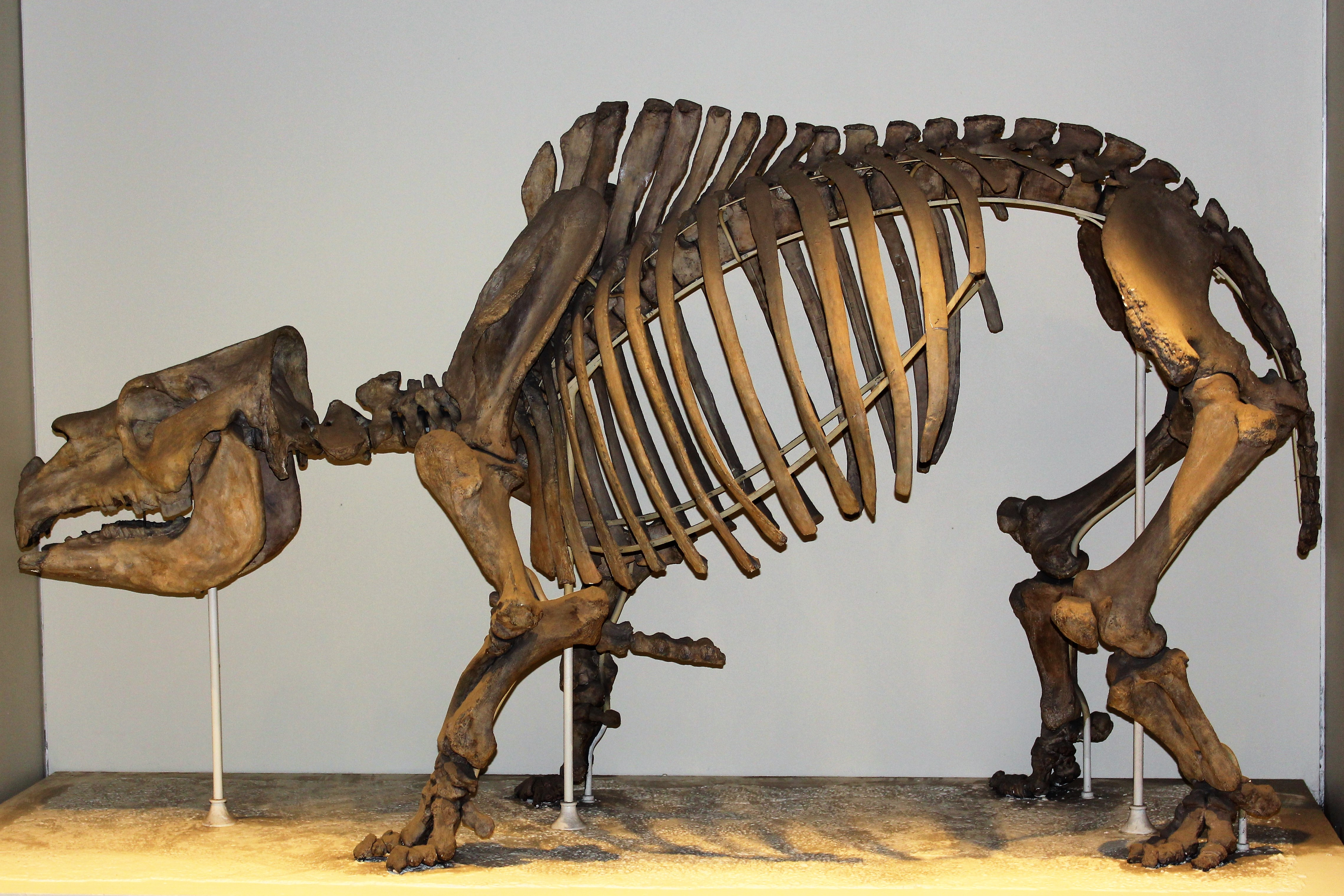
トクソドンの骨格標本、胴は太く、四肢は短く、特に前肢が短かった。

大型のものは現生のサイによく似ているが、角はなく、大きさは1ｍのものから3mのものまで様々であった。トクソドン類は頬歯列が弓のような形をしていたことからその名がついた。初期の種は1m程で、歯冠は低く、真獣類の歯の基本数の44本を保っていた。腓骨と脛骨は割と近く、進化した種では融合することもあった。一般的に蹄を持つが、ホマロドテリウム科は蹄ではなくかぎ爪を持っていた。進化したトクソドン科は歯冠が高く、一生歯が伸び続け、固い草を食べることができたと考えられている。また、基本的に3本指で、蹠行性、そして四肢が短く重量型で、肉食獣の攻撃を避けていた。

## 分布
トクソドン亜目は漸新世の南アメリカに誕生し、その時代の南アメリカは海で他の大陸とは隔てられ、しばらく南アメリカのみで生息していた。が、鮮新世にになると南北アメリカをつなぐ陸ができ、少しの間だけ、北アメリカに進出した。

## 下位分類
- ホマロドテリウム科 Homalodotheriidae
- イソテムヌス科 Isotemnidae
- レオンティニア科 Leontiniidae
- Eutoxodontia[6]
  - ノトヒップス科 Notohippidae
  - トクソドン科 Toxodontidae